# Simone Doria
Simone Doria, in occitano Symon (fl. XIII secolo), è stato uno statista e uomo di lettere genovese, dell'importante famiglia dei Doria attivo tra il 1250 e il 1293. Fu podestà di Savona e di Albenga. Come trovatore ha scritto sei tenzones, sopravvissute, quattro con Lanfranco Cigala, una incompleta con Jacme Grils e un'altra con Albertet de Sisteron. 

## Identificazione
C. Desimoni lo considerava figlio o fratello di un Percivalle Doria, da non confondere con l'omonimo Percivalle Doria, anche trovatore e probabilmente suo cugino, mentre O. Schultz, sulla scorta di due documenti pubblicati dal Belgrano, lo ritiene figlio di Martino Doria e padre di Ezzellino Doria, signore di San Remo e Ceriana. Così appare all'infeudazione della signoria di Varazze ai Malocelli nel 1290, firmandosi «Symon Aurie quondam Martini».
È molto più probabile che il trovatore fosse il Simone Doria, riportato come ambasciatore a Ceuta in un trattato del 6 settembre del 1262. È podestà di Savona nel 1265–1266, uno dei tanti esempi di podestà-trovatori forniti dal XIII secolo, molti dei quali di Genova. Il 13 gennaio del 1265 tale Simone veniva mandato come ambasciatore a Genova per richiedere Tommaso Malocello come futuro podestà di Savona. Nel 1267 è di nuovo a Genova, e l'8 luglio firma un documento di ratifica della pace tra i genovesi e i cavalieri templari sotto Thomas Bérard. Nel 1290 era uno dei due"consiliatores" insieme a Ottobono Delfini all'infeudazione e divisione della Riviera di Ponente tra i Malocelli. Questo Simone è l'ultimo menzionato nel 1293, allorché veniva nominato podestà di Albenga.

## Omonimi
Un Simone Doria viene per la prima volta documentato nel 1253 a Tunisi, dove trasporta denaro e tessuti d'oro. Nel 1254 e 1256 viene riportato come marito di una Contessina, sorella di Giacomino, della casa dei margravi di Gavi. Nel 1257 accetta del denaro in mutuum. Nel 1267 è assente da Genova e ivi rappresentato da un procuratore. Il 13 marzo 1275 risulta morto. Ovviamente, banchiere o mercante che fosse, questo Simone è difficile da identificare con il trovatore.
Un certo Simone Doria era in possesso di una galera a Genova nel 1311. Costui probabilmente non era il trovatore, ma piuttosto lo stesso Simone che fu ambasciatore per il papa nel 1271 o 1281. Ci sono probabilmente tre Simone della famiglia Doria. È impossibile distinguerli perfettamente, ma la tenso con Alberto deve essere stata scritta prima del 1250, in base a un riferimento all'imperatore Federico II nel verso 40, sì che diventa più verosimile l'identificazione con l'ambasciatore-podestà della metà del secolo, mentre è quasi impossibile quella dell'armatore del 1311.

## Opere
La tenso con Jacme Grils è conservata in due manoscritti: MS trobadorico "O", un'opera italiana del XIV secolo su pergamena, adesso "Latino 3208" nella Biblioteca Vaticana a Roma; e a1, un manoscritto italiano su carta del 1589, adesso alla Biblioteca Estense di Modena. L'inizio è di Simone:
La tenso con Albert (identificado dal Schultz come Albertet de Sisteron), N'Albert, chauçeç la cal mais vos plaira, si trova solo nel canzoniere chiamato "manoscritto trobadorico T", numerato 15211 nella Biblioteca nazionale di Francia, dove oggi si conserva. È in origine un'opera italiana del XIII secolo. Questa tenso è il solo lavoro databile nell'opera di Simon, grazie alla sua stanza V: 
| Be.m meravigll, N'Albert, q'en tuta guisa, no m'autreas del plac so q'eu vos dic, qe qan ieu tenc midons senes camisa, l'enperador non evei Frederic, q'eu sai q'ell'es blancha e frescha e lisa; Traduzione (non letterale) Ben stupisco, Alberto, che non siate ad ogni modo contr'al punto che vi dico; ché quando la mia donna ho fra le braccia, l'impero non invidio e Federico, ch'io so ch'è bianca, fresca e senza macchia; |